# Isotopes du tellure
Le tellure (Te, numéro atomique 52) possède 38 isotopes connus, de nombre de masse variant entre 105 et 142, et 17 isomères nucléaires. Parmi ces isotopes, 6 sont stables, 120Te, 122Te, 123Te, 124Te, 125Te et 126Te, et deux radioisotopes ont de très longues périodes, 128Te et 130Te qui se désintègrent par double désintégration bêta avec des demi-vies respectivement de 2,2 × 1024 années (soit plus de 100 000 milliards de fois l'âge de l'Univers, la plus longue demi-vie jamais mesurée) et 7,9 × 1020 années. Ces 8 isotopes constituent la totalité du tellure naturel, les deux radioisotopes étant les plus abondants. Le tellure partage ainsi cette caractéristique avec l'indium et le rhénium d'avoir des radioisotopes naturels plus abondants que ses isotopes stables. La masse atomique standard attribuée au tellure est de 127,60(3) u.
Parmi les 30 radioisotopes artificiels du tellure, les plus stables sont 121Te avec une demi-vie de près de 19 jours, suivi de 132Te (3,2 jours), les autres isotopes ayant des demi-vies inférieures à une journée et la plupart inférieures à une heure. Plusieurs isomères ont des demi-vies plus longues, comme 121mTe (154 jours).
Les isotopes plus légers que les isotopes stables se désintègrent principalement par émission de positron (β+) en isotopes de l'antimoine, à l'exception des quatre isotopes les plus légers, qui se désintègrent totalement, majoritairement ou de façon non négligeable par radioactivité α en isotopes de l'étain. 118Te fait aussi exception en se désintégrant par capture électronique en 118Sb. Les radioisotopes plus lourds se désintègrent eux principalement par désintégration β− en isotopes de l'iode.
Le tellure est l'élément le plus léger pour lequel on observe une désintégration α commune pour certains de ses isotopes (106Te à 110Te) ; d'autres éléments plus légers ont également des isotopes avec désintégration α, mais il s'agit alors d'un mode de désintégration rare.

## Isotopes notables

### Tellure naturel
Le tellure naturel est composé des six isotopes stables 120Te, 122Te, 123Te, 124Te, 125Te et 126Te (bien que 120Te et 123Te soient soupçonnés de se désintégrer avec des demi-vies de l'ordre de 10 millions de fois l'âge de l'univers, ces désintégrations n'ont à ce jour jamais été observées), et des deux isotopes quasi stables 128Te et 130Te. Ces radioisotopes constituent à eux seuls pratiquement les deux tiers du tellure naturel.
| Isotope | Abondance en pourcentage molaire |
| ------- | -------------------------------- |
| 120Te   | 0,09 (1) %                       |
| 122Te   | 2,55 (12) %                      |
| 123Te   | 0,89 (3) %                       |
| 124Te   | 4,74 (14) %                      |
| 125Te   | 7,07 (15) %                      |
| 126Te   | 18,84 (25) %                     |
| 128Te   | 31,74 (8) %                      |
| 130Te   | 34,08 (62) %                     |

### Tellure 123
Le tellure 123 (123Te) est l'isotope du tellure dont le noyau est constitué de 52 protons et de 71 neutrons. Représentant moins de 0,9 % du tellure naturel, il est pour l'instant considéré comme stable mais est soupçonné de se désintégrer par émission de positron en 123Sb. L'observation de sa désintégration par capture électronique a été rapportée, mais de récentes mesures par la même équipe ont réfuté ce résultat. Sa demi-vie est, quoi qu'il en soit, supérieure à 9,2 × 1016 années, et probablement bien plus grande.

### Tellure 124
Le tellure 124 (124Te) est l'isotope du tellure dont le noyau est constitué de 52 protons et de 72 neutrons. C'est un isotope stable représentant un peu moins de 5 % du tellure naturel. Il est utilisé comme réactif dans la production de radioisotopes dans un cyclotron ou d'autres types d'accélérateurs de particules. Sont ainsi par exemple produits l'iode 123 et l'iode 124.

### Tellure 128
Le tellure 128 détient le record de la plus longue demi-vie jamais mesurée : (3,49 ± 1,99) × 1024 ans, soit deux-cent-cinquante mille milliards de fois l'âge de l'Univers. Il se décompose en xénon 128 par double désintégration bêta.

### Tellure 135
Le tellure 135 (135Te) est l'isotope du tellure dont le noyau est constitué de 52 protons et de 83 neutrons. C'est un radioisotope à courte vie (demi-vie de 19 secondes), produit de fission des réacteurs nucléaires. Il se désintègre par émission β− en iode 135, qui se désintègre à son tour en xénon 135, le plus puissant des absorbeurs de neutron responsable de l'empoisonnement au xénon des réacteurs.

## Table des isotopes
| Symbole de l'isotope | Z (p)                | N (n)                | Masse isotopique (u) | Demi-vie                  | Mode(s) de désintégration, | Isotope(s)-fils | Spin nucléaire |
| Symbole de l'isotope | Énergie d'excitation | Énergie d'excitation | Énergie d'excitation | Demi-vie                  | Mode(s) de désintégration, | Isotope(s)-fils | Spin nucléaire |
| -------------------- | -------------------- | -------------------- | -------------------- | ------------------------- | -------------------------- | --------------- | -------------- |
| 105Te                | 52                   | 53                   | 104,94364(54)#       | 1 µs#                     |                            |                 | 5/2+#          |
| 106Te                | 52                   | 54                   | 105,93750(14)        | 70(20) µs [70(+20-10) µs] | α                          | 102Sn           | 0+             |
| 107Te                | 52                   | 55                   | 106,93501(32)#       | 3,1(1) ms                 | α (70 %)                   | 103Sn           | 5/2+#          |
| 107Te                | 52                   | 55                   | 106,93501(32)#       | 3,1(1) ms                 | β+ (30 %)                  | 107Sb           | 5/2+#          |
| 108Te                | 52                   | 56                   | 107,92944(11)        | 2,1(1) s                  | β+ (51 %)                  | 108Sb           | 0+             |
| 108Te                | 52                   | 56                   | 107,92944(11)        | 2,1(1) s                  | α (49 %)                   | 104Sn           | 0+             |
| 108Te                | 52                   | 56                   | 107,92944(11)        | 2,1(1) s                  | β+, p (2,4 %)              | 107Sn           | 0+             |
| 108Te                | 52                   | 56                   | 107,92944(11)        | 2,1(1) s                  | β+, α (0,065 %)            | 104In           | 0+             |
| 109Te                | 52                   | 57                   | 108,92742(7)         | 4,6(3) s                  | β+ (86,99 %)               | 109Sb           | (5/2+)         |
| 109Te                | 52                   | 57                   | 108,92742(7)         | 4,6(3) s                  | β+, p (9,4 %)              | 108Sn           | (5/2+)         |
| 109Te                | 52                   | 57                   | 108,92742(7)         | 4,6(3) s                  | α (7,9 %)                  | 105Sn           | (5/2+)         |
| 109Te                | 52                   | 57                   | 108,92742(7)         | 4,6(3) s                  | β+, α (0,005 %)            | 105In           | (5/2+)         |
| 110Te                | 52                   | 58                   | 109,92241(6)         | 18,6(8) s                 | β+ (99,99 %)               | 110Sb           | 0+             |
| 110Te                | 52                   | 58                   | 109,92241(6)         | 18,6(8) s                 | β+, p (0,003 %)            | 109Sn           | 0+             |
| 111Te                | 52                   | 59                   | 110,92111(8)         | 19,3(4) s                 | β+                         | 111Sb           | (5/2)+#        |
| 111Te                | 52                   | 59                   | 110,92111(8)         | 19,3(4) s                 | β+, p (rare)               | 110Sn           | (5/2)+#        |
| 112Te                | 52                   | 60                   | 111,91701(18)        | 2,0(2) min                | β+                         | 112Sb           | 0+             |
| 113Te                | 52                   | 61                   | 112,91589(3)         | 1,7(2) min                | β+                         | 113Sb           | (7/2+)         |
| 114Te                | 52                   | 62                   | 113,91209(3)         | 15,2(7) min               | β+                         | 114Sb           | 0+             |
| 115Te                | 52                   | 63                   | 114,91190(3)         | 5,8(2) min                | β+                         | 115Sb           | 7/2+           |
| 115m1Te              | 10(7) keV            | 10(7) keV            | 10(7) keV            | 6,7(4) min                | β+                         | 115Sb           | (1/2)+         |
| 115m1Te              | 10(7) keV            | 10(7) keV            | 10(7) keV            | 6,7(4) min                | TI                         | 115Te           | (1/2)+         |
| 115m2Te              | 280,05(20) keV       | 280,05(20) keV       | 280,05(20) keV       | 7,5(2) µs                 |                            |                 | 11/2-          |
| 116Te                | 52                   | 64                   | 115,90846(3)         | 2,49(4) h                 | β+                         | 116Sb           | 0+             |
| 117Te                | 52                   | 65                   | 116,908645(14)       | 62(2) min                 | β+                         | 117Sb           | 1/2+           |
| 117mTe               | 296,1(5) keV         | 296,1(5) keV         | 296,1(5) keV         | 103(3) ms                 | TI                         | 117Te           | (11/2-)        |
| 118Te                | 52                   | 66                   | 117,905828(16)       | 6,00(2) j                 | CE                         | 118Sb           | 0+             |
| 119Te                | 52                   | 67                   | 118,906404(9)        | 16,05(5) h                | β+                         | 119Sb           | 1/2+           |
| 119mTe               | 260,96(5) keV        | 260,96(5) keV        | 260,96(5) keV        | 4,70(4) j                 | β+ (99,99 %)               | 119Sb           | 11/2-          |
| 119mTe               | 260,96(5) keV        | 260,96(5) keV        | 260,96(5) keV        | 4,70(4) j                 | TI (0,008 %)               | 119Te           | 11/2-          |
| 120Te                | 52                   | 68                   | 119,90402(1)         | Observé stable            | Observé stable             | Observé stable  | 0+             |
| 121Te                | 52                   | 69                   | 120,904936(28)       | 19,16(5) j                | β+                         | 121Sb           | 1/2+           |
| 121mTe               | 293,991(22) keV      | 293,991(22) keV      | 293,991(22) keV      | 154(7) j                  | TI (88,6 %)                | 121Te           | 11/2-          |
| 121mTe               | 293,991(22) keV      | 293,991(22) keV      | 293,991(22) keV      | 154(7) j                  | β+ (11,4 %)                | 121Sb           | 11/2-          |
| 122Te                | 52                   | 70                   | 121,9030439(16)      | Stable                    | Stable                     | Stable          | 0+             |
| 123Te                | 52                   | 71                   | 122,9042700(16)      | Observé stable            | Observé stable             | Observé stable  | 1/2+           |
| 123mTe               | 247,47(4) keV        | 247,47(4) keV        | 247,47(4) keV        | 119,2(1) j                | TI                         | 123Te           | 11/2-          |
| 124Te                | 52                   | 72                   | 123,9028179(16)      | Stable                    | Stable                     | Stable          | 0+             |
| 125Te                | 52                   | 73                   | 124,9044307(16)      | Stable                    | Stable                     | Stable          | 1/2+           |
| 125mTe               | 144,772(9) keV       | 144,772(9) keV       | 144,772(9) keV       | 57,40(15) j               | TI                         | 125Te           | 11/2-          |
| 126Te                | 52                   | 74                   | 125,9033117(16)      | Stable                    | Stable                     | Stable          | 0+             |
| 127Te                | 52                   | 75                   | 126,9052263(16)      | 9,35(7) h                 | β−                         | 127I            | 3/2+           |
| 127mTe               | 88,26(8) keV         | 88,26(8) keV         | 88,26(8) keV         | 109(2) j                  | TI (97,6 %)                | 127Te           | 11/2-          |
| 127mTe               | 88,26(8) keV         | 88,26(8) keV         | 88,26(8) keV         | 109(2) j                  | β− (2,4 %)                 | 127I            | 11/2-          |
| 128Te,               | 52                   | 76                   | 127,9044631(19)      | 2,2(3) × 1024 a           | β−β−                       | 128Xe           | 0+             |
| 128mTe               | 2790,7(4) keV        | 2790,7(4) keV        | 2790,7(4) keV        | 370(30) ns                |                            |                 | 10+            |
| 129Te                | 52                   | 77                   | 128,9065982(19)      | 69,6(3) min               | β−                         | 129I            | 3/2+           |
| 129mTe               | 105,50(5) keV        | 105,50(5) keV        | 105,50(5) keV        | 33,6(1) j                 |                            |                 | 11/2-          |
| 130Te,               | 52                   | 78                   | 129,9062244(21)      | 790(100) × 1018 a         | β−β−                       | 130Xe           | 0+             |
| 130m1Te              | 2146,41(4) keV       | 2146,41(4) keV       | 2146,41(4) keV       | 115(8) ns                 |                            |                 | (7)-           |
| 130m2Te              | 2661(7) keV          | 2661(7) keV          | 2661(7) keV          | 1,90(8) µs                |                            |                 | (10+)          |
| 130m3Te              | 4375,4(18) keV       | 4375,4(18) keV       | 4375,4(18) keV       | 261(33) ns                |                            |                 |                |
| 131Te                | 52                   | 79                   | 130,9085239(21)      | 25,0(1) min               | β−                         | 131I            | 3/2+           |
| 131mTe               | 182,250(20) keV      | 182,250(20) keV      | 182,250(20) keV      | 30(2) h                   | β− (77,8 %)                | 131I            | 11/2-          |
| 131mTe               | 182,250(20) keV      | 182,250(20) keV      | 182,250(20) keV      | 30(2) h                   | TI (22,2 %)                | 131Te           | 11/2-          |
| 132Te                | 52                   | 80                   | 131,908553(7)        | 3,204(13) j               | β−                         | 132I            | 0+             |
| 133Te                | 52                   | 81                   | 132,910955(26)       | 12,5(3) min               | β−                         | 133I            | (3/2+)         |
| 133mTe               | 334,26(4) keV        | 334,26(4) keV        | 334,26(4) keV        | 55,4(4) min               | β− (82,5 %)                | 133I            | (11/2-)        |
| 133mTe               | 334,26(4) keV        | 334,26(4) keV        | 334,26(4) keV        | 55,4(4) min               | TI (17,5 %)                | 133Te           | (11/2-)        |
| 134Te                | 52                   | 82                   | 133,911369(11)       | 41,8(8) min               | β−                         | 134I            | 0+             |
| 134mTe               | 1691,34(16) keV      | 1691,34(16) keV      | 1691,34(16) keV      | 164,1(9) ns               |                            |                 | 6+             |
| 135Te                | 52                   | 83                   | 134,91645(10)        | 19,0(2) s                 | β−                         | 135I            | (7/2-)         |
| 135mTe               | 1554,88(17) keV      | 1554,88(17) keV      | 1554,88(17) keV      | 510(20) ns                |                            |                 | (19/2-)        |
| 136Te                | 52                   | 84                   | 135,92010(5)         | 17,63(8) s                | β− (98,7 %)                | 136I            | 0+             |
| 136Te                | 52                   | 84                   | 135,92010(5)         | 17,63(8) s                | β−, n (1,3 %)              | 135I            | 0+             |
| 137Te                | 52                   | 85                   | 136,92532(13)        | 2,49(5) s                 | β− (97,01 %)               | 137I            | 3/2-#          |
| 137Te                | 52                   | 85                   | 136,92532(13)        | 2,49(5) s                 | β−, n (2,99 %)             | 136I            | 3/2-#          |
| 138Te                | 52                   | 86                   | 137,92922(22)#       | 1,4(4) s                  | β− (93,7 %)                | 138I            | 0+             |
| 138Te                | 52                   | 86                   | 137,92922(22)#       | 1,4(4) s                  | β−, n (6,3 %)              | 137I            | 0+             |
| 139Te                | 52                   | 87                   | 138,93473(43)#       | 500 ms [>300 ns]#         | β−                         | 139I            | 5/2-#          |
| 139Te                | 52                   | 87                   | 138,93473(43)#       | 500 ms [>300 ns]#         | β−, n                      | 138I            | 5/2-#          |
| 140Te                | 52                   | 88                   | 139,93885(32)#       | 300 ms [>300 ns]#         | β−                         | 140I            | 0+             |
| 140Te                | 52                   | 88                   | 139,93885(32)#       | 300 ms [>300 ns]#         | β−, n                      | 139I            | 0+             |
| 141Te                | 52                   | 89                   | 140,94465(43)#       | 100 ms [>300 ns]#         | β−                         | 141I            | 5/2-#          |
| 141Te                | 52                   | 89                   | 140,94465(43)#       | 100 ms [>300 ns]#         | β−, n                      | 140I            | 5/2-#          |
| 142Te                | 52                   | 90                   | 141,94908(64)#       | 50 ms [>300 ns]#          | β−                         | 142I            | 0+             |

1. ↑  En gras pour les isotopes avec des demi-vies plus grandes que l'âge de l'univers (presque stables).
2. ↑  Abréviations :
CE : capture électronique ;
TI : transition isomérique.
3. ↑  Isotopes stables en gras.
4. ↑  Soupçonné de se désintégrer par β+β+ en 120Sn avec une demi-vie supérieure à 2,2 × 1016 années.
5. 1 2 3 4  Théoriquement capable de fission spontanée.
6. ↑  Soupçonné de se désintégrer par β+ en 123Sb avec une demi-vie supérieure à 9,2 × 1016 années.
7. 1 2 3 4 5 6 7  produit de fission.
8. 1 2  radionucléide primordial.
9. ↑  Plus grande demi-vie mesurée de tous les nucléides.
10. ↑  produit de fission à très courte demi-vie, responsable de l'empoisonnement au xénon comme précurseur du 135Xe via 135I.

### Remarques
- Il existe des échantillons géologiques exceptionnels dont la composition isotopique est en dehors de l'échelle donnée. L'incertitude sur la masse atomique de tels échantillons peut excéder les valeurs données.
- Les valeurs marquées # ne sont pas purement dérivées des données expérimentales, mais aussi au moins en partie à partir des tendances systématiques. Les spins avec des arguments d'affectation faibles sont entre parenthèses.
- Les incertitudes sont données de façon concise entre parenthèses après la décimale correspondante. Les valeurs d'incertitude dénotent un écart-type, à l'exception de la composition isotopique et de la masse atomique standard de l'IUPAC qui utilisent des incertitudes élargies[4].